# Ilercavons
Els ilercavons, ilergàvons o ilercàons van ser una tribu ibèrica entre els segles VI i I a.C. Abastava aproximadament el territori entre el coll de Balaguer, Sagunt i Mequinensa. Llur territori apareix documentat en els autors romans amb les fórmules ager Ilergauonensium, Ilurcaonum gens i regio Ilergaonum, i amb denominació Ilercaonia.
El seu origen probable és el poble dels ilaraugats, esmentat per Hecateu de Milet al segle vi aC. Vers el segle iii aC, aquest poble s'hauria dividit en dues branques, els ilergàvons de la costa, i els ilergets de l'interior. Els ilergàvons s'haurien estès, aleshores, fins a les aigües del riu Guadalop, que farien de frontera amb els sedetans.

## Territori
Plini el Vell i Claudi Ptolemeu fan referència als ilergàvons. El primer els situa des del riu Udiva (possiblement el riu Millars) fins passat l'Ebre. Ptolemeu anomena el cap i el port Tenebri (possiblement, Orpesa), la desembocadura de l'Ebre i les ciutats de Cartago Vetus, Biscargis, Theava, Edeba, Tear Iulia i Sigarra, a més de la capital, Dertosa. Si acceptéssim que Cartago Vetus es Cantavella —com, de vegades, s'ha anat sostenint, amb fonaments escassos—, els ilergàvons comptarien amb una dilatada superfície en la zona muntanyenca de l'interior, on s'haurien estès fins a les aigües del riu Guadalop, que farien de frontera amb els sedetans. Se suposa que el límit entre els ilergàvons i els ilergets és la serra de la Llena, i que el coll de Balaguer els separa dels cossetans. En general, es pot dir que vivien al sud de Catalunya i nord del País Valencià (la Plana, a Castelló) fins a la serra d'Almenara. El riu Ebre era el centre dels seus territoris i una via bàsica de comunicació i comerç.
Ciutats atribuïdes als ilergàvons: 
- Ibera (prop de la desembocadura de l'Ebre, a la riba esquerra, possiblement Amposta o Sant Carles de la Ràpita).
- Intibili (possiblement Traiguera).
- Otobessa (Orpesa?).
- Cherronesus (possiblement Peníscola).
- Sebelaci (Borriana?).
- Ildum (terme de Vilanova d'Alcolea).
- Cartalias (entre l'Ebre i Sagunt), situació desconeguda, podria correspondre als edetans.
- Osicerda (a la comarca del Baix Martín o del Baix Aragó; s'han proposat els municipis de la Puebla de Híjar o Alcanyís).[3]

## Jaciments arqueològics

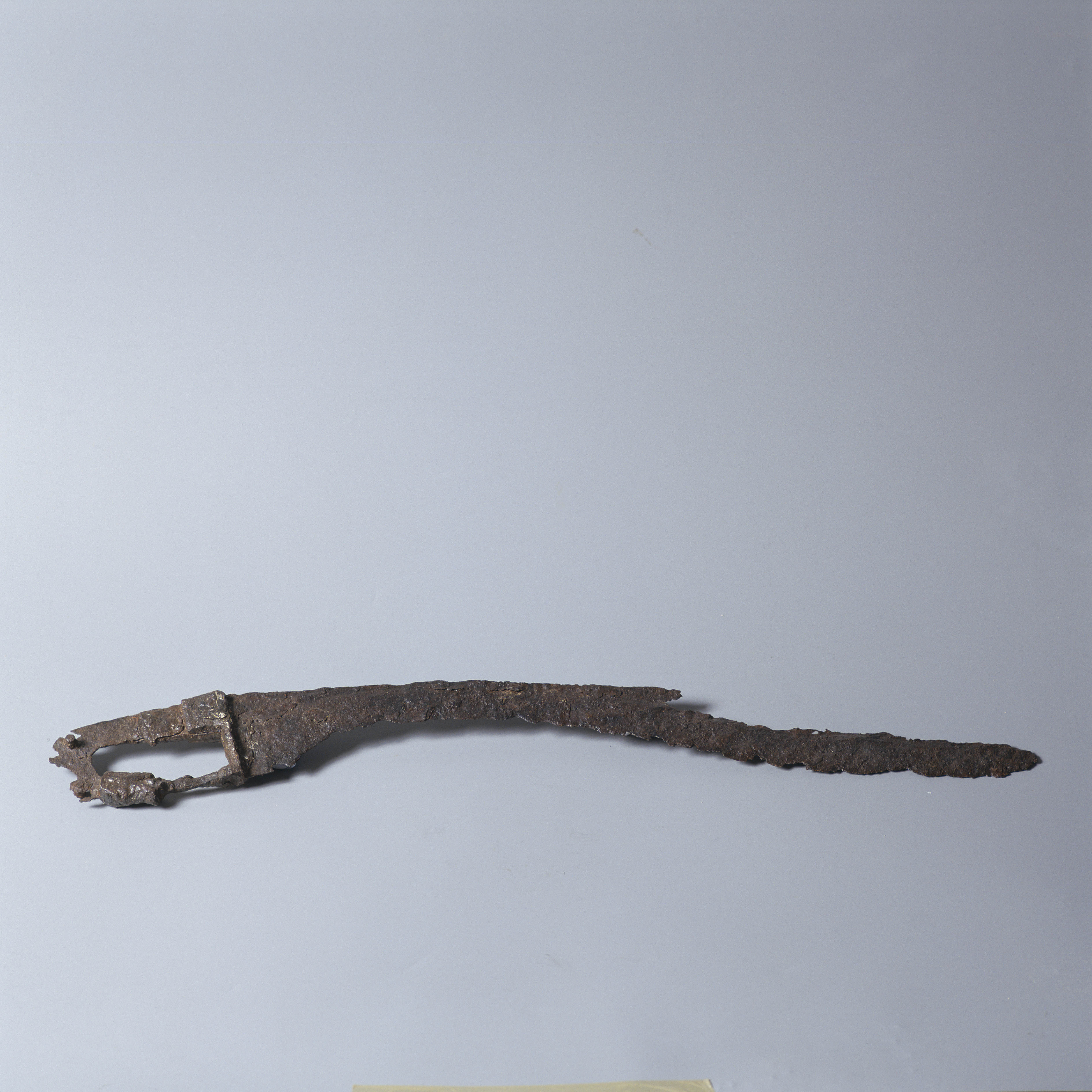
La Falcata del Museu de les Terres de l'Ebre.

- Poblat de Sant Antoni (Calaceit, el Matarranya). Declarat Monument Històric l'any 1931 (Gazeta de Madrid de 04/6/1931).
- Poblat els Castellans (Cretes-Calaceit).
- Poblats a Massalió (el Matarranya).
- Castellet de Banyoles (Tivissa). Declarat Monument Històric el 1978 (BOE 15/12/1978) és sense cap dubte un dels nuclis ibèrics més importants de Catalunya.
- Poblat ibèric de Sant Miquel (Vinebre).
- Castellot de la Roca Roja (Benifallet).[4]
- Coll del Moro (Gandesa).
- Tossal del Moro (Batea).
- Poblat de l'Assut (Tivenys).
- Jaciment arqueològic del barranc de les Fonts (Xerta). Protegit com a BCIL pel POUM de Xerta malgrat que, als anys 60, un 80% del jaciment va quedar destruït per les obres de captació del canal Xerta-Sénia.
- Poblat de les Planetes (Bítem, Tortosa).
- Castell d'Amposta. Substrat arqueològic inferior.
- Poblat de la Moleta del Remei (Alcanar). Declarat Monument Històric l'any 1979 (BOE 19/02/1979).
- Puig de la Nau (Benicarló). Amb expedient incoat l'any 1992 de declaració de zona arqueològica, sent la ciutadella ibèrica més important d'El Baix Maestrat.
- Poblat iber del Puig de la Misericòrdia i la peculiar edificació de finals del segle IIIaC del Perengil (Vinaròs).

I les necròpolis de Mianes (Santa Bàrbara), del mas de Mussols (l'Aldea) i de l'Oriola (Amposta).